# Bragny-sur-Saône
Bragny-sur-Saône é uma comuna francesa na região administrativa de Borgonha-Franco-Condado, no departamento Saône-et-Loire. Estende-se por uma área de 14,59 km². Em 2010 a comuna tinha 671 habitantes (densidade: 46 hab./km²).